# كفر بقطر سعد
قرية كفر بقطر سعد هي إحدى القرى التابعة لمركز منيا القمح في محافظة الشرقية في جمهورية مصر العربية. حسب إحصاءات سنة 2006، بلغ إجمالي السكان في كفر بقطر سعد 130 نسمة، منهم 59 رجل و71 امرأة.